# سمولنگک (شهرستان بیشچاد)
سمولنگک (به لهستانی:  Smolnik) یک روستا در لهستان است که در گمینا لوتوویسکا واقع شده‌است. سمولنگک ۱۸۲ نفر جمعیت دارد.